# ایشانا
ایشانا (انگلیسی: Ishana) ایزدی در اساطیر هند است. او اغلب به عنوان یکی از اشکال خدای هندو، شیوا در نظر گرفته می‌شود و همچنین اغلب در میان یازده رودراس به حساب می‌آید.